# Reynolds Technology
Reynolds Technology est un fabricant anglais de tubes pour les cadres de bicyclette fondé en 1898.

## Historique
La Reynolds Tube Company a été fondée en 1898 par John Reynolds à Birmingham, en Angleterre, mais ses origines remontent à 1841, lorsque John Reynolds a créé une entreprise de fabrication de clous. En 1897, la société a breveté le procédé de fabrication de tubes aboutés, qui sont plus épais aux extrémités qu'au milieu, ce qui a permis aux constructeurs de cadres de créer des cadres à la fois solides et légers. Reynolds a introduit le jeu de tubes à double épaisseur 531 en 1934. 
La Patent Butted Tube Co., Ltd., le prédécesseur de la société actuelle, a été dérivée de la société d'origine de John Reynolds en 1898. En 1923, la Patent Butted Tube Co., Ltd a changé son nom pour Reynolds Tube Co., Ltd. et a conservé ce nom jusqu'en 1928 lorsqu'il a été acquis par Tube Investments, Ltd et est devenu TI Reynolds 531 Ltd.
En 1996, Coyote Sports Inc., une société privée basée à Boulder, dans le Colorado, a acquis TI Reynolds 531 Ltd. entraînant un changement de nom pour Reynolds Cycle Technology Ltd. En 2006, la société a changé de nom pour devenir Reynolds Technology Ltd., reflétant l'augmentation des revenus provenant de la diversification dans de « nouveaux » secteurs pour les tubes en dehors de l'industrie du cycle.
Lorsque Coyote Sports fait faillite, et se réorganise sous les auspices du chapitre 11 de la loi sur les faillites des États-Unis, un rachat par la direction a entraîné le retour de la société à sa base au Royaume-Uni.

### Développement de tubes
Reynolds a développé un certain nombre d'alliages d'acier au fil des ans, notamment le Reynolds 531, qui a une haute résistance et peut être transformé en tubes solides mais légers pour les cadres de vélo. Avant l'introduction de matériaux plus exotiques tels que l'aluminium, le titane ou les composites, Reynolds était considéré comme le fabricant dominant de matériaux haut de gamme pour les cadres de vélo, avec 27 vainqueurs du Tour de France remportant la course sur des tubes Reynolds. La Raleigh Bicycle Company de Nottingham, en Angleterre, était un gros client pour les tubes Reynolds 531 utilisés dans leur gamme de vélos de course.
Le Reynolds 531 a maintenant été largement remplacé dans les nouveaux cadres par des aciers encore meilleurs. Le dernier en date, pour les montures de course ou de sport, est le Reynolds 953. Reynolds a travaillé en étroite collaboration avec Carpenter Specialty Alloys pour développer le 953. Il a commencé à atteindre les constructeurs de cadres en 2005. Le 953 est basé sur un alliage d'acier maraging inoxydable spécialement développé qui peut atteindre une résistance à la traction supérieure à 2 000 MPa (celle du 853 est d'environ 1 400 MPa), donnant un bon rapport résistance/poids. En raison de la haute résistance de l'acier, des parois de tube extrêmement minces (jusqu'à 0,3 mm) peuvent être utilisées, réduisant ainsi le poids.

### Matériaux composites
Une division américaine, Reynolds Composites, a été créée pour fabriquer des composants composites.

## Modèles

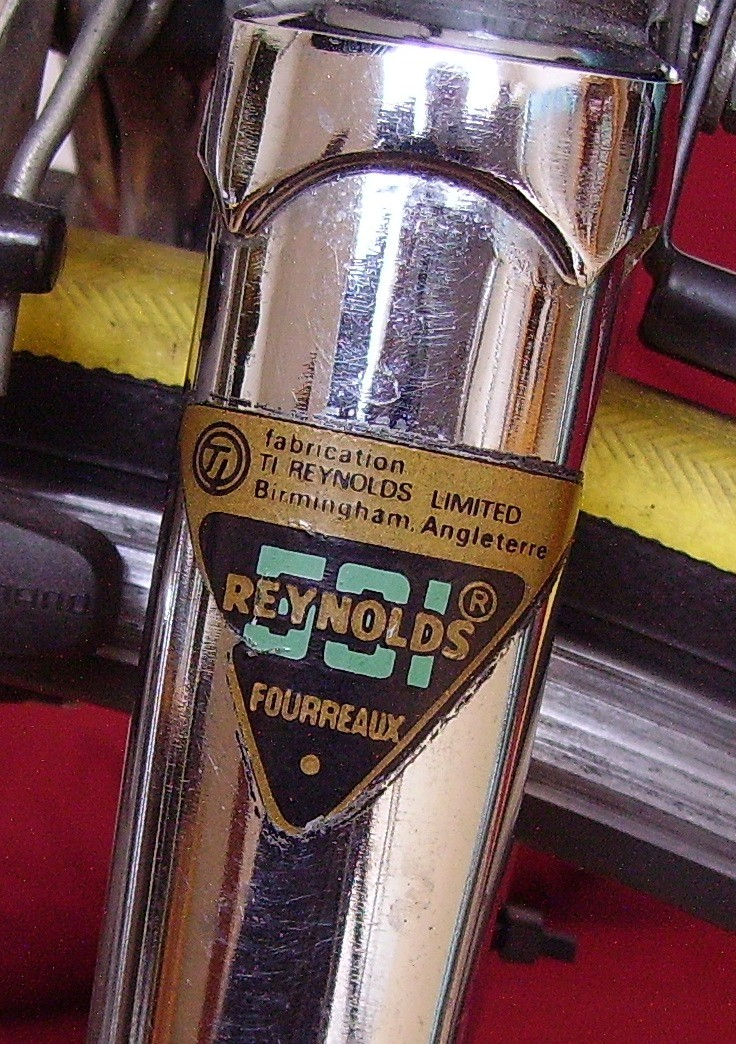
Décalcomanie.

### Acier
- SMS - Ensemble de tubes étirés à jauge simple (0.8mm) en acier à haute résistance[6]. Remplace  531 jauge simple en 1980, remplacé par le 453.
- 453 - Reynolds n'a produit que les 3 tubes principaux dans cet alliage et ils étaient à simple renfort, remplacés par des séries 500.
- 500 - Un jeu de tubes en acier au chrome-molybdène (CrMo), serti, de jauge simple de 3 tubes triangulaires principaux
  - 500ATB - Montagne, Tout terrain, Hors route
  - 500 Magnum - Même usage que le ATB
- 501 - Reynolds 501 était un ensemble de tubes à 3 tubes en acier au chrome-molybdène (CrMo), serti et abouté qui a fait ses débuts vers 1983 et était disponible en deux épaisseurs différentes.
  - 501ATB - Montagne, Tout terrain, Hors route
  - 501 Magnum - Même usage que le ATB
  - 501SB - Single Butted
  - 501SL - Tubes Special lightweight (SL)
- K2 - Reynolds K2 était un acier au chrome-molybdène (CrMo) similaire au 501, ensemble de tubes soudés et aboutés, avec huit nervures alignées latéralement sur la section de crosse, conçu et produit exclusivement pour Raleigh entre 1993 et 1995 environ[7].
- Optima - Un ensemble de tubes en acier au chrome-molybdène (CrMo), serti et abouté conçu et produit exclusivement pour Raleigh à partir de 1995. Similaire au 501 mais modifié pour le soudage TIG[7].
- 525 - AISI-4130 travaillé à froid (CrMo). Limite d'élasticité / Résistance à la traction ultime : 600/700 MPa, densité 7,78 g/cm3. Ensemble de 8 tubes.
  - 525-Triathlon - presque identique au 525, les seules différences étant que les haubans sont 0,1 mm plus fins et les bases sont 0,1 mm plus épaisses que le 525 standard.
  - 520 - est le même que 525, fabriqué sous licence à Taïwan, aux mêmes spécifications et normes qc que pour 525. Pour la proximité de la fabrication en Asie du Sud-Est.
- 531 - Manganèse / Molybdène. YS / UTS : 695/803 MPa (45-52 Tsi, 100-130 ksi) (les nombres cités sont pour le brasage après (inférieur) et avant (supérieur)), densité 7,85 g/cm3. À partir de 1980 environ, des ensembles de tubes de différents calibres ont été nommés comme suit.
  - 531ATB - Conçu pour la montagne, tout terrain, tout-terrain.
  - 531Competition / 531C - Tubes Compétition Racing. Courses sur route, piste, contre-la-montre et cyclo-cross. Les tubes principaux étaient 8/5/8 à double épaisseur.
  - 531CS - Club Sport. Double butted 531 tubes principaux, 501 fourches et haubans.
  - 531Magnum - Ensemble de tubes surdimensionnés de gros calibre à utiliser dans les VTT.
  - 531OS - Tubes surdimensionnés.
  - 531Professional - Remplacé 531SL, plus fin et 150 g plus léger que 531Competition.
  - 531SL - Ensemble de tubes spéciaux légers (SL), comprenant 531 tubes principaux étirés plus minces que le standard 531. Plus tard nommé 531Pro.
  - 531 Speed Stream - 531SL Tube aérodynamique de forme ovale. 50 g plus lourd que 531C mais 100g plus léger que 531ST.
  - 531ST - Jeu de tubes spécial Touring[8].
  - 531 Super Tourist - Remplacé ST.
  - 531DS Tubes Designer Select. Des tubes alternatifs 531 avec des calibres et des profils différents étaient disponibles pour les constructeurs spécialisés.
- 631 - Durci à l'air sans soudure. UTS : 800-900 MPa, densité 7,78 g/cm3.
  - 631OS - Tubes surdimensionnés.
- 653 - Était un ensemble de tubes mixte avec un triangle principal 753 non traité thermiquement. Les haubans utilisés 753r et les lames de fourche ont été empruntés à l'ensemble de tubes 531C.
- 708 - 708 était un ensemble de tubes dans la gamme de Reynolds dans les années 1990. Il a des tubes principaux avec une section spéciale. Ceux-ci n'étaient pas aboutés, mais avaient 8 méplats sur toute la longueur du tube. Les haubans arrière seraient 753.
- 725 - traité thermiquement 525 ; AISI4130 (CrMo), avec une force le plaçant juste au-dessus de 921 et en dessous de 931 ; UTS : 1080-1280 MPa, densité 7,78 g/cm3.
  - 725os - Version surdimensionnée du tube 725
- 731OS - Ensemble de tubes surdimensionnés introduit en 1992 tubes surdimensionnés à double renfort avec nervures de renforcement alignées latéralement sur les sections avant pour maximiser la rigidité et la rigidité en torsion. Tubeset : Force tube de direction et fourche 802N/mm2, tube supérieur, inférieur et de selle 925 N/mm2 et triangle arrière 1 315 N/mm2.[11]
- 753 - Manganèse-Molybdène traité thermiquement. Essentiellement 531 fabriqué avec une épaisseur de paroi réduite et traité thermiquement pour augmenter la résistance à la traction. UTS : 1080-1280 MPa (70-83 Tsi, 157-186 ksi) Jeu de tubes complet de 11 tubes (cadre 8, fourche 3). Le 753 ne peut être coqué et brasé en filet qu'avec un alliage à 56 % d'argent en dessous de 700 °C et la vente est réservée aux constructeurs agréés certifiés par Reynolds.
  - 753ATB - Montagne, Tout terrain, Hors route.
  - 753R - Tubes route.
  - 753T - Jeu de tubes de piste, tubes plus fins pour une utilisation sur piste.
  - 753OS - Tubes surdimensionnés.
- 853 - Traitement thermique sans soudure durcissant à l'air. UTS : 1250-1400 MPa, densité 7,78 g/cm3.
  - 853OS - Tubes surdimensionnés.
- 921 Acier inoxydable pour travail à froid.
- 931 Acier inoxydable à durcissement par précipitation. Tube introduit en 2012. Peut être utilisé avec le 953 pour réduire les coûts globaux du cadre.
- 953 Maraging en acier inoxydable. Introduit en 2005. UTS : 1750-2050 MPa, densité 7,8 g/cm3.

### Aluminium
- 7005 - Al-Zn alloy. UTS: 400 MPa, densité 2,78 g/cm3
- 6061 - Al-Si-Mg alloy. UTS: 325 MPa, densité 2,70 g/cm3
- X-100 - Al-Li Alloy. UTS: 550-600 MPa, densité 2,65 g/cm3

### Titane
- 6Al-4V - Seamless ELI Grade. UTS: 900-1150 MPa, densité 4,42 g/cm3
- 3Al-2.5V - Seamless. UTS: 810-960 MPa, densité 4,48 g/cm3
- CP 2 - Fourni à Raleigh durant les années 1990

### Magnésium
- MZM Electron - Magnesium Alloy. UTS: ~300 MPa, densité ~1,80 g/cm3